# Atolón de Cosmoledo
Cosmoledo es un atolón del Grupo de Aldabra de las Seychelles. El atolón tiene 14,5 km de este a oeste, y 11,5 km de norte al sur. Tiene una superficie de tierra de 5,2 km², y la laguna 145 km², sumando en total 152 km². Sus coordenadas son 9°42S, 47°36E.
A Cosmoledo y la isla de Astove (situada a 38 km al sur), juntas, se las conocen como el Grupo de Cosmoledo, que a su vez pertenecen al Grupo de Aldabra.
El atolón está formado por unos veinte islotes individuales:
- Menai (el más grande,al oeste, con un asentamiento actualmente abandonado). 2,3 km².
- Isla del Norte (Ile du Nord)
- Isla del Nordeste (Ile Nord-Est)
- Isla del Agujero (Ile du Trou)
- Isla de Noroeste
- Goelette
- Grande Polyte
- Petit Polyte
- Isla Grande (Grande Ile) (Con chozas de pescadores) 1,6 km².
- Pagode
- Isla del Sur (Ile du Sud)
- Isla Mosquitos (Ile Moustiques)
- Isla Ballena (Ile Baleine)
- Isla Ratón Calvo (Ile Chauve Souris)
- Isla del SudOeste (Ile du Sud-Ouest)
- Isla de los Macacos (Ile aux Macaques)
- Isla de la Ratas (Ile aux Rats)
- Isla del Noroeste (Ile du Nord-Quest)
- Isla Observación (Ile Observation)
- Isla Sudeste (Ile Sud-Est)
- Islote La Cruz (Ilot la Croix)